# .cf
.cf為中非共和國國家及地區頂級域（ccTLD）的域名。
是提供免費頂級域名註冊的域名。該域名由中非电信协会管理。域名於1996年4月24日啟用。

## 外部連結
- IANA .cf whois information（页面存档备份，存于）
- 免費CF域名註冊（页面存档备份，存于）